# جيش المختار
جيش المختار هو مجموعة مسلحة عراقية شيعية تأسست في فبراير 2013 على يد واثق البطاط، مسؤول كبير سابقا في كتائب حزب الله. تعهد البطاط بالولاء للمرشد الأعلى الإيراني آية الله علي خامنئي، تم إلقاء القبض عليه سريعا في 2 يناير 2014
ولكن تم إطلاق سراحه على الرغم من كونه هارب. أشيع أنه «اغتيل عن طريق الخطأ» من مسافة قريبة في 20 ديسمبر 2014 في نقطة تفتيش وهمية للشرطة في شرق العراق من قبل طرف مجهول لكنه ظهر بعدها اعلاميا انه حي.

## التشكيل
في 4 فبراير 2013، أعلن البطاط عن تشكيل جيش المختار مع الغرض المعلن لحماية الشيعة العراقيين، ومساعدة الحكومة في مكافحة الإرهاب.

## الأنشطة
ذكر البطاط أن جيش المختار كان وراء الهجوم بقذائف الهاون والصواريخ في 9 فبراير 2013 الذي أودى بحياة سبعة أعضاء من حركة مجاهدي خلق الإيرانية المعارضة التي كانت تقيم في معسكر ليبرتي في بغداد. وهدد بمزيد من الهجمات ضد مجاهدي خلق إلى أن يغادروا البلاد.